# پوستالسیو
پوستالسیو (به ایتالیایی: Postalesio) یک کومونه در ایتالیا است که در استان سوندریو واقع شده‌است.

## خصوصیات
پوستالسیو ۱۰٫۶ کیلومترمربع مساحت و ۶۱۸ نفر جمعیت دارد.